# Rubus coriaceus
Rubus coriaceus är en rosväxtart som beskrevs av Jean Louis Marie Poiret. Rubus coriaceus ingår i släktet rubusar, och familjen rosväxter. Inga underarter finns listade i Catalogue of Life.